# Eugenia crenata
Eugenia crenata är en myrtenväxtart som beskrevs av Vell.. Eugenia crenata ingår i släktet Eugenia och familjen myrtenväxter. IUCN kategoriserar arten globalt som sårbar. Inga underarter finns listade i Catalogue of Life.